# Червонка (Ольштинський повіт)
Червонка (пол. Czerwonka, нім. Rothfließ) — село в Польщі, у гміні Біскупець Ольштинського повіту Вармінсько-Мазурського воєводства.
Населення — 917 осіб (2011).
У 1975-1998 роках село належало до Ольштинського воєводства.

## Демографія
Демографічна структура станом на 31 березня 2011 року:
|          | Загалом | Допрацездатний вік | Працездатний вік | Постпрацездатний вік |
| -------- | ------- | ------------------ | ---------------- | -------------------- |
| Чоловіки | 453     | 81                 | 340              | 32                   |
| Жінки    | 464     | 81                 | 310              | 73                   |
| Разом    | 917     | 162                | 650              | 105                  |